# Maya Sakura
Maya Sakura (さくら まや?, Sakura Maya; Obihiro, 26 luglio 1998) è una cantante giapponese.
Nel 2008 ha debuttato con il singolo Tairyō Matsuri all'età di dieci anni. Nel 2009 ha ricevuto il premio nella categoria "nuovi artisti" al cinquantunesimo Annual Japan Record Awards, diventando la persona più giovane a ricevere il premio sino ad allora. È anche apparsa come ospite speciale al 60 ° Kōhaku Uta Gassen nella sezione "Kōhaku per bambini" del programma.

## Biografia
Maya Sakura è figlia di due proprietari di ristoranti di successo. I suoi hobby includono la lettura. Ha iniziato a imparare a suonare il violino a due anni e mezzo e il pianoforte a tre anni. Si è formata anche in balletto e solfeggio. Nel 2004 è stata premiata con la medaglia d'oro nella Nationwide Children's Singing Competition (全国 童 謡 歌唱 コ ン ク ー ル), dopo di che ha iniziato a perseguire la sua carriera enka. Il 3 dicembre 2008 ha fatto il suo debutto nella Nippon Crown con la canzone Tairyō Matsuri come la più giovane cantante enka della storia. Tre giorni dopo, il 6 dicembre, ha cantato nei giardini pubblici di Asakusa. A causa della sua crescente popolarità e del fitto programma di lavoro, nel 2009 si è trasferita in una scuola di Tokyo.